# Les Preses
Les Preses – gmina w Hiszpanii, w prowincji Girona, w Katalonii, o powierzchni 9,43 km². W 2011 roku gmina liczyła 1752 mieszkańców.